# Bancsa tea
A Bancsa tea (番茶) egy Japánból származó, mindennapi fogyasztásra szánt, viszonylag olcsóbb árfekvésű zöld tea. Az év folyamán egy későbbi szüretből származik (jellemzően nyár végéről, illetve ősz elejéről), így nagyobb, öregebb levelekből készítik (az első szüretből származó levelekből állítják elő a Szencsa teát). Durva törésű, viszonylag nagyobb darabokból áll. Koffeint csak kismértékben tartalmaz, így gyerekek is fogyaszthatják, illetve az esti órákban, akár lefekvés előtt is iható. C-vitamin tartalma viszonylag magas.
Főzete sárgás-zöldes színű, karakteres ízű.
A bancsa több más teafajta alapjaként is használatos: 
- pörkölt rizsszemeket hozzákeverve készítik a Genmaicsa teát
- serpenyőben való pörköléssel Hódzsicsa teát állítanak elő belőle

## Elkészítése
Más zöld teákhoz hasonlóan felforralt, majd körülbelül 80 fokra visszahűtött vízben két-három percig áztatják.